# 阿肯色州第二國會選區
阿肯色州第二國會選區（英語：Arkansas's 2nd congressional district）是美国阿肯色州四個國會選區之一，範圍涵蓋小岩城及周邊地區。該選區長年為共和黨的票倉。